# 2025年亚利桑那州第七国会选区特别选举
2025年9月23日将举行特别选举，以填补亞利桑那州第七國會選區这一席位的第119届美国国会剩余剩余任期，该席位因现任民主党议员劳尔·格里哈尔瓦于2025年3月13日去世而空缺。该席位被视为民主党的安全席位。

## 背景
现任议员劳尔·格里哈尔瓦于2024年4月2日确诊为癌症，因癌症并发症于2025年3月13日在任内去世，享年77岁。亚利桑那州州长凯蒂·霍布斯宣布将于2025年9月23日举行特别选举，初选定于2025年7月15日进行。

## 民主党初选

### 候选人

#### 潜在候选人
- 阿德丽塔·格里哈尔瓦，皮马县监事会成员及前议员劳尔·格里哈尔瓦的女儿[3][4]
- 阿尔马·埃尔南德斯，州众议院第20选区议员（2023年至今）[5]
- 小丹尼尔·埃尔南德斯，前州众议院第2选区议员（2017年-2023年）和2022年第六国会选区候选人。[4]
- 雷吉娜·罗梅罗，图森市市长（2019年至今）[3][4]